# Coupe UEFA 1975-1976
Navigation
Édition précédente Édition suivante
La Coupe UEFA 1975-1976 est la cinquième édition de la Coupe de l'UEFA, qui oppose les meilleurs clubs européens qualifiés grâce aux résultats de leur championnat national. Cette édition voit Liverpool s'imposer en finale contre la formation belge du Club Bruges KV, qui est le premier club belge à atteindre la finale de la compétition. C'est la seconde Coupe de l'UEFA de Liverpool, trois ans après son premier succès. Quant à Bruges, il confirme la bonne année du football belge puisque Anderlecht remporte durant la même saison la Coupe des Coupes puis la Supercoupe d'Europe.
L'attaquant de l'Ajax Amsterdam, Ruud Geels, remporte le titre de meilleur buteur avec dix réalisations, dont sept inscrits lors du premier tour face aux Nord-Irlandais de Glentoran.
Comme depuis trois saisons, il n'y a pas d'équipe albanaise lors de cette édition. L'URSS et la Suède obtiennent le droit de qualifier trois clubs, au détriment de l'Autriche et des Pays-Bas, qui n'en envoient que deux.
Le tenant du titre, l'équipe ouest-allemande du Borussia Mönchengladbach, ne participe pas à la compétition cette saison car il est qualifié pour la Coupe des clubs champions à la suite de son titre de champion de RFA.

## Trente-deuxièmes de finale
| Équipe 1                | Résultat | Équipe 2                 | Aller | Retour   |
| ----------------------- | -------- | ------------------------ | ----- | -------- |
| MSV Duisbourg           | 10 - 3   | EN Paralimni             | 7 - 1 | 3 - 2    |
| Glentoran FC            | 1 - 14   | Ajax Amsterdam           | 1 - 6 | 0 - 8    |
| Grasshopper Club Zurich | 4 - 4e   | Real Sociedad            | 3 - 3 | 1 - 1    |
| PAOK Salonique          | 2 - 6    | FC Barcelone             | 1 - 0 | 1 - 6    |
| AIK Solna               | 1 - 2    | FK Spartak Moscou        | 1 - 1 | 0 - 1    |
| Royal Antwerp FC        | 5 - 1    | Aston Villa              | 4 - 1 | 1 - 0    |
| Bohemians Prague        | 2 - 3    | Budapest Honvéd          | 1 - 2 | 1 - 1    |
| FC Carl Zeiss Iéna      | 4 - 0    | Olympique de Marseille   | 3 - 0 | 1 - 0    |
| Universitatea Craiova   | 2 - 4    | Étoile rouge de Belgrade | 1 - 3 | 1 - 1    |
| Everton                 | 0 - 1    | Milan AC                 | 0 - 0 | 0 - 1    |
| Feyenoord Rotterdam     | 1 - 4    | Ipswich Town             | 1 - 2 | 0 - 2    |
| GAIS                    | 4 - 5    | Śląsk Wrocław            | 2 - 1 | 2 - 4    |
| Hertha BSC              | 6 - 2    | HJK Helsinki             | 4 - 1 | 2 - 1    |
| Hibernian Football Club | 2 - 3    | Liverpool FC             | 1 - 0 | 1 - 3    |
| Holbæk B&I              | 1 - 3    | Stal Mielec              | 0 - 1 | 1 - 2    |
| 1. FC Cologne           | 5 - 2    | Boldklubben 1903         | 2 - 0 | 3 - 2 ap |
| Olympique lyonnais      | 4 - 6    | Club Bruges KV           | 4 - 3 | 0 - 3    |
| Molde FK                | 1 - 6    | Östers IF                | 1 - 0 | 0 - 6    |
| ASA Târgu Mureș         | 3 - 6    | SG Dynamo Dresde         | 2 - 2 | 1 - 4    |
| Tchornomorets Odessa    | 1 - 3    | Lazio Rome               | 1 - 0 | 0 - 3    |
| FC Porto                | 10 - 0   | FC Avenir Beggen         | 7 - 0 | 3 - 0    |
| Rapid Vienne            | 2 - 3    | Galatasaray              | 1 - 0 | 1 - 3    |
| AS Rome                 | 2 - 1    | FK Dunav Ruse            | 2 - 0 | 0 - 1    |
| FK Torpedo Moscou       | 5 - 2    | SSC Naples               | 4 - 1 | 1 - 1    |
| LASK Linz               | 2 - 4    | Vasas SC                 | 2 - 0 | 0 -4     |
| Vojvodina Novi Sad      | 1 - 3    | AEK Athènes              | 0 - 0 | 1 - 3    |
| BSC Young Boys          | 2 - 4    | Hambourg SV              | 0 - 0 | 2 - 4    |
| Athlone Town AFC        | 4 - 2    | Vålerenga Fotball        | 3 - 1 | 1 - 1    |
| FK Inter Bratislava     | 8 - 2    | Real Saragosse           | 5 - 0 | 3 - 2    |
| ÍBK Keflavík            | 0 - 6    | Dundee United            | 0 - 2 | 0 - 4    |
| Levski Sofia            | 7 - 1    | Eskişehirspor            | 3 - 0 | 4 - 1    |
| Sliema Wanderers FC     | 2 - 5    | Sporting Portugal        | 1 - 2 | 1 - 3    |

## Seizièmes de finale
| Équipe 1                 | Résultat       | Équipe 2          | Aller | Retour |
| ------------------------ | -------------- | ----------------- | ----- | ------ |
| MSV Duisbourg            | 4 - 4e         | PFK Levski Sofia  | 3 - 2 | 1 - 2  |
| Athlone Town AFC         | 0 - 3          | Milan AC          | 0 - 0 | 0 - 3  |
| FC Carl Zeiss Iéna       | 1 - 1 (2-3tab) | Stal Mielec       | 1 - 0 | 0 - 1  |
| Dundee United            | 2 - 3          | FC Porto          | 1 - 2 | 1 - 1  |
| Galatasaray              | 2 - 7          | FK Torpedo Moscou | 2 - 4 | 0 - 3  |
| Hertha BSC               | 2 - 4          | Ajax Amsterdam    | 1 - 0 | 1 - 4  |
| Budapest Honvéd          | 2 - 3          | SG Dynamo Dresde  | 2 - 2 | 0 - 1  |
| FK Inter Bratislava      | 3e - 3         | AEK Athènes FC    | 2 - 0 | 1 - 3  |
| Ipswich Town             | 3 - 4          | Club Bruges KV    | 3 - 0 | 0 - 4  |
| FK Spartak Moscou        | 3 - 0          | 1. FC Cologne     | 2 - 0 | 1 - 0  |
| Östers IF                | 1 - 2          | AS Rome           | 1 - 0 | 0 - 2  |
| Real Sociedad            | 1 - 9          | Liverpool FC      | 1 - 3 | 0 - 6  |
| Étoile rouge de Belgrade | 1 - 5          | Hambourg SV       | 1 - 1 | 0 - 4  |
| Śląsk Wrocław            | 3 - 2          | Royal Antwerp     | 1 - 1 | 2 - 1  |
| Vasas SC                 | 4 - 3          | Sporting Portugal | 3 - 1 | 1 - 2  |
| Lazio Rome               | 0 - 7          | FC Barcelone      | 0 - 3 | 0 - 4  |

## Huitièmes de finale
| Équipe 1            | Résultat       | Équipe 2          | Aller | Retour |
| ------------------- | -------------- | ----------------- | ----- | ------ |
| Ajax Amsterdam      | 3 - 3 (3-5tab) | PFK Levski Sofia  | 2 - 1 | 1 - 2  |
| FC Barcelone        | 4 - 1          | Vasas SC          | 3 - 1 | 1 - 0  |
| Club Bruges KV      | 2 - 0          | AS Rome           | 1 - 0 | 1 - 0  |
| SG Dynamo Dresde    | 4 - 3          | FK Torpedo Moscou | 3 - 0 | 1 - 3  |
| Hambourg SV         | 3 - 2          | FC Porto          | 2 - 0 | 1 - 2  |
| FK Inter Bratislava | 1 - 2          | Stal Mielec       | 1 - 0 | 0 - 2  |
| Śląsk Wrocław       | 1 - 5          | Liverpool         | 1 - 2 | 0 - 3  |
| Milan AC            | 4 - 2          | FK Spartak Moscou | 4 - 0 | 0 - 2  |

## Quarts de finale
| Équipe 1         | Résultat | Équipe 2         | Aller | Retour |
| ---------------- | -------- | ---------------- | ----- | ------ |
| FC Barcelone     | 8 - 5    | PFK Levski Sofia | 4 - 0 | 4 - 5  |
| Club Bruges KV   | 3 - 2    | Milan AC         | 2 - 0 | 1 - 2  |
| SG Dynamo Dresde | 1 - 2    | Liverpool FC     | 0 - 0 | 1 - 2  |
| Hambourg SV      | 2 - 1    | Stal Mielec      | 1 - 1 | 1 - 0  |

## Demi-finales
| Équipe 1     | Résultat | Équipe 2       | Aller | Retour |
| ------------ | -------- | -------------- | ----- | ------ |
| FC Barcelone | 1 - 2    | Liverpool FC   | 0 - 1 | 1 - 1  |
| Hambourg SV  | 1 - 2    | Club Bruges KV | 1 - 1 | 0 - 1  |

## Finale
| Équipe 1     | Résultat | Équipe 2       | Aller | Retour |
| ------------ | -------- | -------------- | ----- | ------ |
| Liverpool FC | 4 - 3    | Club Bruges KV | 3 - 2 | 1 - 1  |